# Guido Mantega
Guido Mantega, né le 7 avril 1949 à Gênes (Italie), est un homme politique et économiste italo-brésilien. Membre du Parti des travailleurs, il a occupé plusieurs fonctions ministérielles au Brésil.

## Biographie
En 2010, alors ministre des Finances du Brésil, il parle de la « guerre des monnaies » impulsée par le quantitative easing américain.
Il est un proche du président Lula.
Il est arrêté le 22 septembre 2016 dans le cadre du scandale de corruption Petrobras.